# Serralunga d'Alba
Serralunga d'Alba là một đô thị tại tỉnh Cuneo trong vùng Piedmont của Italia, vị trí cách khoảng 60 km về phía đông nam của Torino và khoảng 45 km về phía đông bắc của Cuneo.
Serralunga d'Alba giáp các đô thị: Alba, Castiglione Falletto, Diano d'Alba, Monforte d'Alba, Montelupo Albese, Roddino và Sinio.

## Gallery

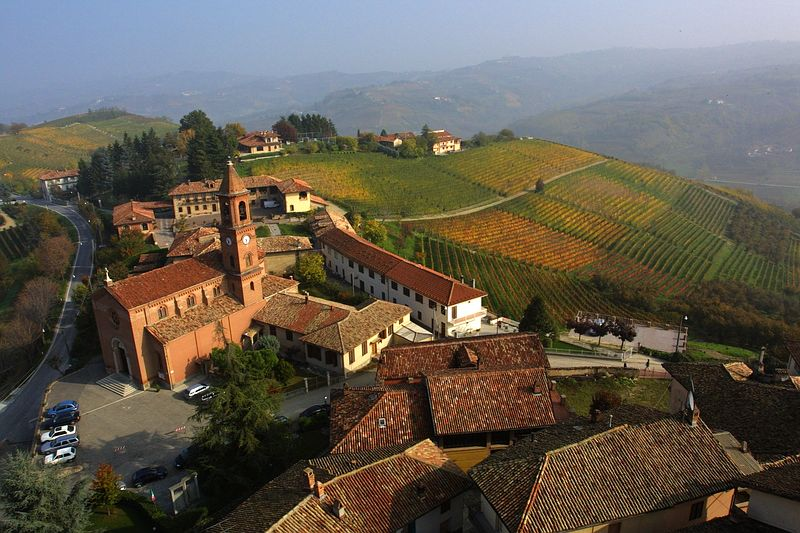
Serralunga d'Alba và Langhe.
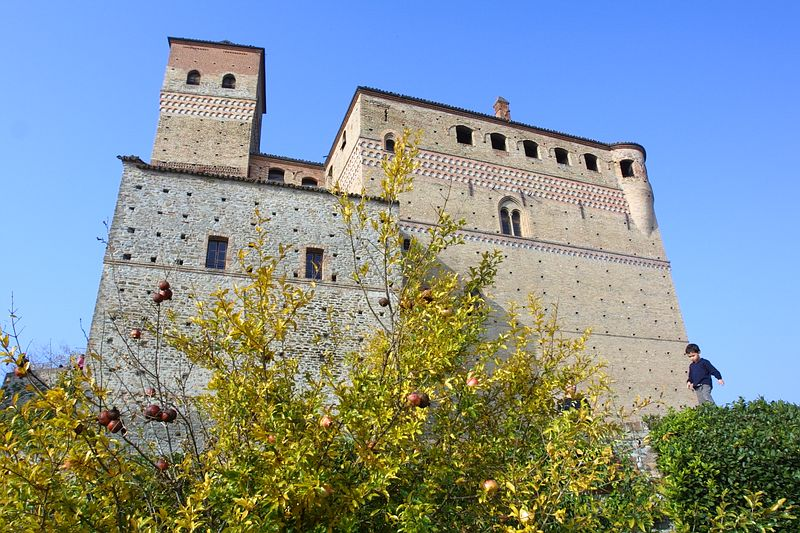
Lâu đài.